# Ill Nino
Az Ill Nino egy 1998-ban alakult nu metal/metalcore/latin metal együttes, amelynek tagjai Cristian Machado, Lazaro Pina, Diego Verduzco, Ahrue Luster, Dave Chavarri és Oscar Santiago.
1998-ban alakultak meg New Jersey-ben. A nevük szójáték az El Nino természeti jelenség nevével, illetve az „il nino” szóval. Az El Nino szó „a gyermek”-et jelent, míg az Ill Nino beteg gyermeket. 
Az együttes zenei stílusát többek között latin metalként definiálta. Amerikai helyen történő származásuk ellenére a zenekar latin eredetű tagokból áll. 2017-ben Magyarországon is koncerteztek.

## Diszkográfia
- Revolution Revolución (2001)
- Confession (2003)
- One Nation Underground (2005)
- Enigma (2008)
- Dead New World (2010)
- Epidemia (2012)
- Till Death, La Familia (2014)